# Gaspar Camps i Junyent
Pour les articles homonymes, voir Camps et Junyent.
Gaspar Camps i Junyent, né à Igualada le 29 décembre 1874, et mort à Barcelone le 11 avril 1942, était un peintre, illustrateur et affichiste espagnol, rattaché à l'Art nouveau et au modernisme catalan.

## Biographie

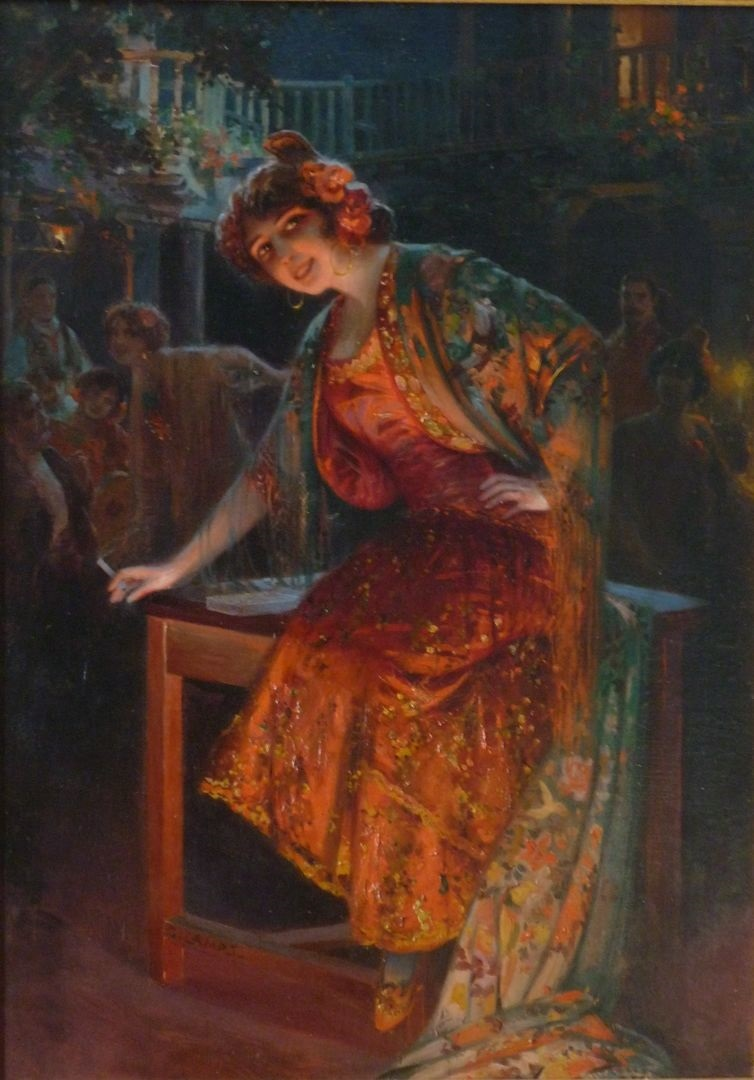
Tableau Art nouveau vers 1900, danseuse espagnole sévillane à la cigarette (huile sur toile, collection particulière référencée Akoun)

D'origine espagnole, Gaspar Camps passa pourtant la plus grande partie de sa carrière en France. 
Il fit des études à l'école des beaux arts d'Igualada et de Barcelone. Entre 1894 et 1897, pour parfaire ses connaissances, il séjourna à Paris où il fut l'élève de Jean-Joseph Benjamin-Constant, de William Bouguereau et de Jean-Paul Laurens. 
Dès cette époque, il fut influencé par Alphonse Mucha (1860-1939), l’artiste tchèque installé à Paris, alors au faîte de sa carrière. Il prit d’ailleurs sa succession en 1905 après le départ de ce dernier aux États-Unis, comme illustrateur publicitaire pour l'imprimerie Champenois. Compte tenu de l'influence de Mucha, notamment sur ses affiches artistiques, Gaspar Camps fut surnommé le « Mucha Catalan ». 
Entre-temps, il retourna à Barcelone où il contribua, comme illustrateur de livres, à plusieurs revues modernistes de Catalogne, comme Pluma y Lápiz ou encore Album Salón, qui fut une des publications modernistes les plus représentatives au tournant du siècle.  
En 1905, il s’établit en France, d'abord à Paris puis, jusque vers 1920 à Toulouse. À Paris, il commença par la réalisation s'une commande de huit aquarelles pour illustrer le drame romantique d'Edmond Rostand, Cyrano de Bergerac et ce fut le succès. Des commandes lui arrivèrent des principaux illustrateurs français et étrangers (Sirven, Champenois, Gotzens, Minot). Un an plus tard, il rejoint l'imprimerie B. Sirven, un imprimeur-éditeur dont la maison mère avait été fondée à Toulouse en 1834 (établissements à Toulouse, Paris et par la suite, succursale à  Barcelone).  Pendant plus de 25 ans, il y réalisa, comme directeur artistique, de très nombreuses affiches, calendriers, cartes postales et autres projets publicitaires. D'abord fidèle apôtre de l'Art nouveau, il s'orienta ensuite progressivement vers des illustrations moins exubérantes, d'influence Art déco. 
Son sujet de prédilection était la femme espagnole, danseuse des différentes provinces en costume traditionnel ou encore femme émancipée fumant la cigarette (JOB…) ou buvant une coupe de champagne. Son modèle était souvent sa propre épouse, Cristina Dotti. 
Après l'installation, vers 1920, d’une succursale de la maison Sirven à Barcelone, il continua sa carrière surtout en Catalogne, mais il considérait la France, où il faisait de fréquents séjours à Toulouse pour l'imprimerie Sirven, comme sa seconde patrie. Les dernières années de sa vie, à la fin des années 1930, il reprit son activité de peintre qu'il avait entamée dans ses jeunes années, avant son départ pour la France, puis quasiment mis en sommeil pour se consacrer essentiellement au graphisme publicitaire.  
De nombreuses expositions ont jalonné sa vie, souvent salle Parés à Barcelone (1896, 1898 et surtout 1899 où il reçut un accueil très favorable de la critique), à Igualada (en août 1934). En 1980, une exposition anthologique fut organisée, toujours à Igualada, et en 2010-2011 a eu lieu la rétrospective CIAC Gaspar Camps El taller modernista . 
Ses œuvres sont conservées dans plusieurs musées, en Espagne (Igualada, Barcelone Museu del Modernisme Català, Biblioteca nacional de Espaňa) et également en France (Rennes, musée de Bretagne  Peinture Bengaline, centre de l'affiche de Toulouse). 
Il reçut la distinction française de l’ordre des palmes académiques. Une école d'art et une rue portent son nom à Igualada (Catalogne).

## Quelques œuvres
en France

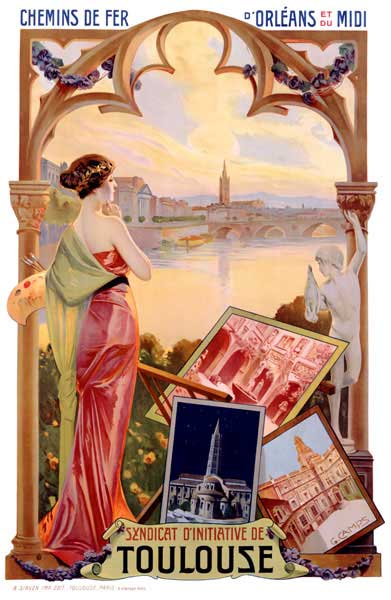
Affiche pour les Chemins de fer d'Orléans et du Midi (vers 1900).

- Christ à l'époque moderne, vers 1895, huile sur toile, œuvre primée réalisée lorsque G. Camps était à l'académie Julien, de Benjamin-Constant et Jean-Paul Laurens[13] ;
- Société lyonnaise Photo Chromo Gravure, affiche lithographiée, 1895 ;
- Affiche pour le syndicat d'initiative de Toulouse, Chemins de fer d'Orléans et du Midi ;
- maquettes publicitaires à la gouache ou à l'aquarelle et affiches d'art pour l'imprimerie Sirven[14] à Toulouse.

en Espagne
- Les Bugaderes, 1894, huile sur toile, Igualada, Museu de la Pell d'Igualada i Comarcal de l'Anoia ;
- Les quatre Saisons, série d'affiches modernistes, allégorie des saisons, Barcelone, musée du modernisme catalan[15],[16].